# Ambiaxius
Ambiaxius is een geslacht van kreeftachtigen uit de klasse van de Malacostraca (hogere kreeftachtigen).

## Soorten
- Ambiaxius aberrans (Bouvier, 1905)
- Ambiaxius alcocki (McArdle, 1900)
- Ambiaxius foveolatus Kensley, Lin & Yu, 2000
- Ambiaxius franklinae Sakai, 1994
- Ambiaxius japonica Kensley, 1996
- Ambiaxius propinquus Komai, Lin & Chan, 2010
- Ambiaxius surugaensis Sakai & Ohta, 2005